# 智慧資本
目前對於智力资本（英語：Intellectual capital）的定義還沒有一致的說法，不過一般學者認為，凡能夠提升公司競爭優勢，或是能產生出超過公司帳面的價值的無形資產，都可泛稱為智力资本。

## 定義
在管理學和經濟學中不同的理論流派，對於「智力资本」的定義皆有所不同。不過，對於智力资本屬於無形資產的定義是無爭議的。對公司而言，通常將人力資本、教學資本和個人資本視為智力资本的組成元素，智力资本對公司的效益便是為公司產生智慧產權，如商標、專利和著作權等。
相對於大眾常聽見的名詞，如社會資本或金融資本等，智力资本比較不為人所熟知。因為智力资本並非審計類型的資本，很難將其執行成效數據化成為財務報表的一部份。
由於不同產業所關注的焦點不同，智力资本一詞大多數被應用於資訊科技、創新研究、技術移轉，和其他與科技、標準和創投資本相關的領域。尤其特別盛行於1995年到2000年間，用來解釋網路泡沫化的情形。

## 發展概況
由於目前對於智慧是否可被定義為資產仍有爭議。智力资本的一詞和其本質在未來的發展中，可能不會改變，但也可能其意義轉變，並跟其他的詞彙結合，如品牌資本。
1969年，首位呼籲社會重視智力资本的學者，是加拿大經濟學者約翰·加爾布雷斯。他在寫給同儕Michal Kalecki的文章裡表示：「我不曉得你有多瞭解我們現今的這個社會，是由過去數十年來，你所貢獻的智力资本而形成如今的風貌。」（I wonder if you realize how much those of us the world around have owed to the intellectual capital you have provided over these last decades.）
1990年代，智力资本一詞，在管理學領域已經是老生常談的名詞。當時，智力资本管理成為知識長（Chief Knowledge Officer）的管轄範圍。
1991年，智力资本有了突破性的發展。由於财富 (杂志)編輯Thomas Stewart在雜誌裡討論與智力资本相關的議題，使得Thomas Stewart成為智力资本的先驅者，而《财富》也扮演著智力资本的重要推手。從1991年之後，他陸續蒐集、整理有關智力资本的資料，並於1997年發表著作《Intellectual Capital: The New Wealth of Organizations》。在此著作中，Thomas Stewart對智力资本一詞進行解釋，提供組織和管理智力资本的分類架構（taxonomy）。Thomas Stewart定義智力资本如同智慧物件，包含知識、資訊、智慧財產權、和經驗，而且這些元素若能適當地使用，發揮綜效，可進而創造財富。
至此，之後的研究，多依循著Thomas Stewart所提供的分類架構，進一步闡述、調整與研究。舉例來說，GartnerGroup在2001年到2002年間所進行一系列的研究，以及Nick Bontis的學術論文，其後發表在《Intellectual Capital》。他們參考Thomas Stewart的方法論，而稍作調整：智力资本包含：「人力資本」—指員工的能力與素質；「結構資本」—Bontis認為結構資本是非人力資訊的結合體（the non-human storehouses of information），而GartnerGroup則擴大該詞的意義，將組織知識也納入結構資本裡；「關係資本」—鑲嵌在商業網絡中的知識。

## 量測指標
1. Leibowitz和Wright認為，知識價值的分類，應該包含四類：人力資本、顧客資本、製程資本和創新資本。而衡量的指標應包含財務和非財務兩種面向。
2. Skandia是全球第一個嘗試針對內部的智力资本進行測量的大企業。推手是L. Edvinsson和MIT的M. Malone。而研究結果，稱為斯堪地亞（Skandia）智力资本導航者（Skandia Navigator）。其研究目的是希望提供一個管理架構，將組織內部的智慧資產可以被分類被測量。研究結果是將智力资本分成兩大類，一為人力資本、二為結構資本（structural capital），其中結構資本包含，顧客資本和組織資本，組織資本包含創新資本和製程資本。此外，Skandia Navigator還提出五個構面：財務焦點、客戶焦點、流程焦點、更新與發展焦點和人力焦點，再加上財務性和非財務性的面向，總共產出112個測量指標。斯堪地亞（Skandia）智力资本導航者（Skandia Navigator）的方法，優點是提供一個分類架構以及測量的標準，並且指出顧客資本的重要性。缺點是其過程太過複雜且耗時。